# Milton Cruz
Milton Cruz (Cubatão, 1957. augusztus 1. –) olimpiai ezüstérmes brazil válogatott labdarúgó.

## Klub
A labdarúgást a São Paulo FC csapatában kezdte. Később játszott még a CD Estudiantes Tecos, a Club Nacional de Football, a SC Internacional és a Sport Club do Recife csapatában. 1993-ban vonult vissza.

## Nemzeti válogatott
A brazil válogatott tagjaként részt vett az 1984. évi nyári olimpiai játékokon.